# Камера (роман)
«Камера» (англ. The Chamber) — юридический триллер американского автора Джона Гришэма, который он написал в 1994 году. Это 5-й по счёту роман Гришэма. Занял первое место в списке бестселлеров по версии Publishers Weekly за 1994 год.
В 1996 году вышел одноимённый фильм по мотивам романа. В 1995 юрист и автор Полли Нельсон подала в суд на Гришэма, заявляя, что его роман является частичным плагиатом её документального романа Defending the Devil: My Story as Ted Bundy's Last Lawyer о её защите в суде серийного убийцы Теда Банди. Гришэму удалось выиграть суд в 1996 году, апелляция к вышестоящему суду была отклонена в 1997.

## Описание сюжета
В камере смертников тюрьмы Парчмен ожидает казни заключённый Сэм Кэйхолл, который в 1967 году, будучи членом Ку-Клукс-Клана, участвовал в подрыве офиса юриста Марвина Крамера, защищавшего права негритянского населения. Подрывник Ролли Уэдж ошибся, устанавливая часовой механизм, и взрыв, который должен был прогреметь ночью и разнести безлюдный офис, произошёл утром. Погибли сыновья-близнецы Крамера, сам он остался без ноги и вскоре покончил с собой. Кэйхолл, задержанный близ офиса, предстал перед судом по обвинению в убийстве, но жюри присяжных дважды не достигало единогласия и дело отправляли на пересмотр. В 1970-х расовая сегрегация ушла в прошлое, Ку-Клукс-Клан стал утрачивать былое влияние. Национальная налоговая служба припёрла к стене организатора теракта фермера Джерри Догана и в обмен на смягчение наказания он согласился подтвердить обвинение против себя и Кэйхилла, который в итоге был приговорён к смерти в газовой камере.
Внук Сэма молодой юрист Адам Холл взялся за защиту деда, но его усилия не достигают успеха: суд отклоняет апелляцию. Бывший прокурор Маккалистер, добившийся осуждения Сэма и ставший губернатором, отказывается помиловать смертника. Подрывник Ролли Уэдж, ставший матёрым террористом, зачищает остатки следов. Сэм примиряется со своей судьбой и раскаивается в совершённых преступлениях. Его прошлое в Ку-Клукс-Клане в итоге разрушило жизнь его детей. Приговор приводится в исполнение. Адам решает бросить работу в престижной фирме и заняться делами, связанными со смертным приговором.